# Fumetto
Fumetto est le nom du Festival international de la bande dessinée de Lucerne, en Suisse alémanique, fondé en 1992. Fumetto est le nom italien pour « bande dessinée ». Le festival accueille des auteurs établis et met l'accent sur la bande dessinée alternative.
En 2002, sa fréquentation s'élève à 44 000 visiteurs.